# 阿罗卡 (葡萄牙堂区)
阿罗卡是葡萄牙阿威罗区的一个堂区。总面积5.11平方公里，总人口3185人，人口密度623.3/人/平方公里（2011年）。